# Circonscription de Fisher
La circonscription de Fisher est une circonscription électorale fédérale australienne dans le Queensland. Elle a été créée en 1949 et porte le nom d'Andrew Fisher, qui fut trois fois Premier ministre d'Australie. Elle est située dans la région de la Sunshine Coast au nord de Brisbane et comprend les villes de Caloundra, Mooloolaba, Beerwah, Maleny, Woodford et Kilcoy. Elle était un siège sûr pour le Country Party jusqu'aux années 1980, mais elle est maintenant presque assurée pour le Parti libéral. Son membre le plus éminent a été Sir Charles Adermann, qui fut vice-président du Country Party de 1958 à 1965. 

## Représentants
| Nom              | Parti             | Période de mandat |
| ---------------- | ----------------- | ----------------- |
| Charles Adermann | Country           | 1949–1972         |
| Evan Adermann    | Country, National | 1972–1984         |
| Peter Slipper    | National          | 1984–1987         |
| Michael Lavarch  | Travailliste      | 1987–1993         |
| Peter Slipper    | Libéral           | 1993-2010         |
| Peter Slipper    | Libéral national  | 2010–2011         |
| Peter Slipper    | Indépendant       | 2011–2013         |
| Mal Brough       | Libéral national  | 2013–2016         |
| Andrew Wallace   | Libéral national  | 2016–en cours     |

## Résultats des élections
| Parti                            | Parti                        | Candidat                     | Voix    | %     | ±     |
| -------------------------------- | ---------------------------- | ---------------------------- | ------- | ----- | ----- |
|                                  | Libéral national             | Andrew Wallace (en)          | 48 013  | 44,25 | −5,79 |
|                                  | Travailliste                 | Judene Andrews               | 25 313  | 23,33 | +1,11 |
|                                  | Verts                        | Renay Wells                  | 14 981  | 13,81 | +1,40 |
|                                  | Une nation                   | Sam Schriever                | 10 102  | 9,31  | +0,63 |
|                                  | UAP                          | Tony Moore                   | 7 355   | 6,78  | +3,32 |
|                                  | AJP                          | Vickie Breckenridge          | 2 730   | 2,52  | +2,52 |
| Total des suffrages exprimés     | Total des suffrages exprimés | Total des suffrages exprimés | 108 494 | 96,85 | +1,65 |
| Votes nuls                       | Votes nuls                   | Votes nuls                   | 3 530   | 3,15  | −1,65 |
| Participation                    | Participation                | Participation                | 112 024 | 89,07 | −2,89 |
| Résultat de préférence bipartite |                              |                              |         |       |       |
|                                  | Libéral national             | Andrew Wallace (en)          | 63 656  | 58,67 | −4,03 |
|                                  | Travailliste                 | Judene Andrews               | 44 838  | 41,33 | +4,03 |
|                                  | Libéral national retenir     | Libéral national retenir     | Swing   | −4,03 |       |